# Tinktura (heraldika)
Tinktura je naziv za bojenje grbova u heraldici. U heraldici se koriste boje, metali i krzna. Ima sedam osnovnih u heraldici, koje uključuju pet boja (tamne tinkture) i dva metala (svijetle tinkture).

## Boje
U heraldici su osnovne boje crvena, plava, crna, ljubičasta i zelena.
U poljskoj heraldici,  crvena je boja na štitu. U 16. stoljeću, skoro polovina grbova poljskog plemstva imala je crvenu boju štita s jednim ili više srebrnih motiva.
Motivi se na grbu mogu naći i u svojoj stvarnoj boji. Stvarna boja se smatra tinkturom različitom od ostalih heraldičkih tinktura. Neki heraldičari ne podržavaju često ubacivanje stvarnih boja u heraldiku, posebno kada se radi o krajolicima, jer to nije u skladu s duhom heraldike gdje je sve ispravno, precizno i po pravilima.
| boja | hrvatski | francuski | engleski |
| ---- | -------- | --------- | -------- |
|      | Crvena   | Gueules   | Gules    |
|      | Plava    | Azur      | Azure    |
|      | Crna     | Sable     | Sable    |
|      | Zelena   | Sinople   | Vert     |

### Prirodne boje
| boja | hrvatski   | francuski               | engleski         |
| ---- | ---------- | ----------------------- | ---------------- |
|      | Ljubičasta | Pourpre                 | Purpure          |
|      | Smeđa      | Tenné, Tanné (Brunatre) | Tenné (Brunatre) |
|      | Siva       | Cendré, Acier           | Cendrée          |
|      | Kožna boja | Carnation               | Carnation        |

## Metali
U heraldici se uglavnom koriste zlato i srebro kao boje.
U nekim slučajevima, bijela boja može biti heraldička boja drukčija od srebrne.
| boja | hrvatski      | francuski | engleski |
| ---- | ------------- | --------- | -------- |
|      | Žuta Zlata    | Or        | Or       |
|      | Bijela Srebro | Argent    | Argent   |

## Krzna
U heraldici se najčešće koriste zerdavo i vjeveričije krzno.

## Mješavine boja
|  |  |  | plavo na bijelo ↔ bijelo na plavo   |
|  |  |  | žuto na crno ↔ crno na žuto         |
|  |  |  | zeleno na bijelo ↔ bijelo na zeleno |
|  |  |  | bijelo na crveno ↔ crveno na bijelo |
|  |  |  | crno na bijelo ↔ bijelo na crno     |
|  |  |  | crveno na žuto ↔ žuto na crveno     |

## Popis boja
Popis boja koje se najčešće pojavljuju u heraldici i njihova značenja, dok se u zagradi nalazi heraldički izraz.
- Zlatna boja (Or), odnosno Žuta - velikodušnost
- Srebrna boja (Argent), odnosno Bijela - mir i čestitost
- Crna boja (Sable) - postojanost, ponekad žalost
- Plava boja (Azure) - odanost i istina
- Crvena boja (Gules) - hrabrost i velikodušnost
- Zelena boja (Vert) - nada, radost, ponekad odanost u ljubavi
- Ljubičasta (Purpure) - carsko dostojanstvo, nezavisnost i pravičnost
- Žutosmeđa boja (Tenné) - zaslužno slavoljublje
- Krvavo - crvena boja (Sanguine) - promišljen u borbi

## Poveznice
- heraldika
- veksilologija